# مفوض سياسي

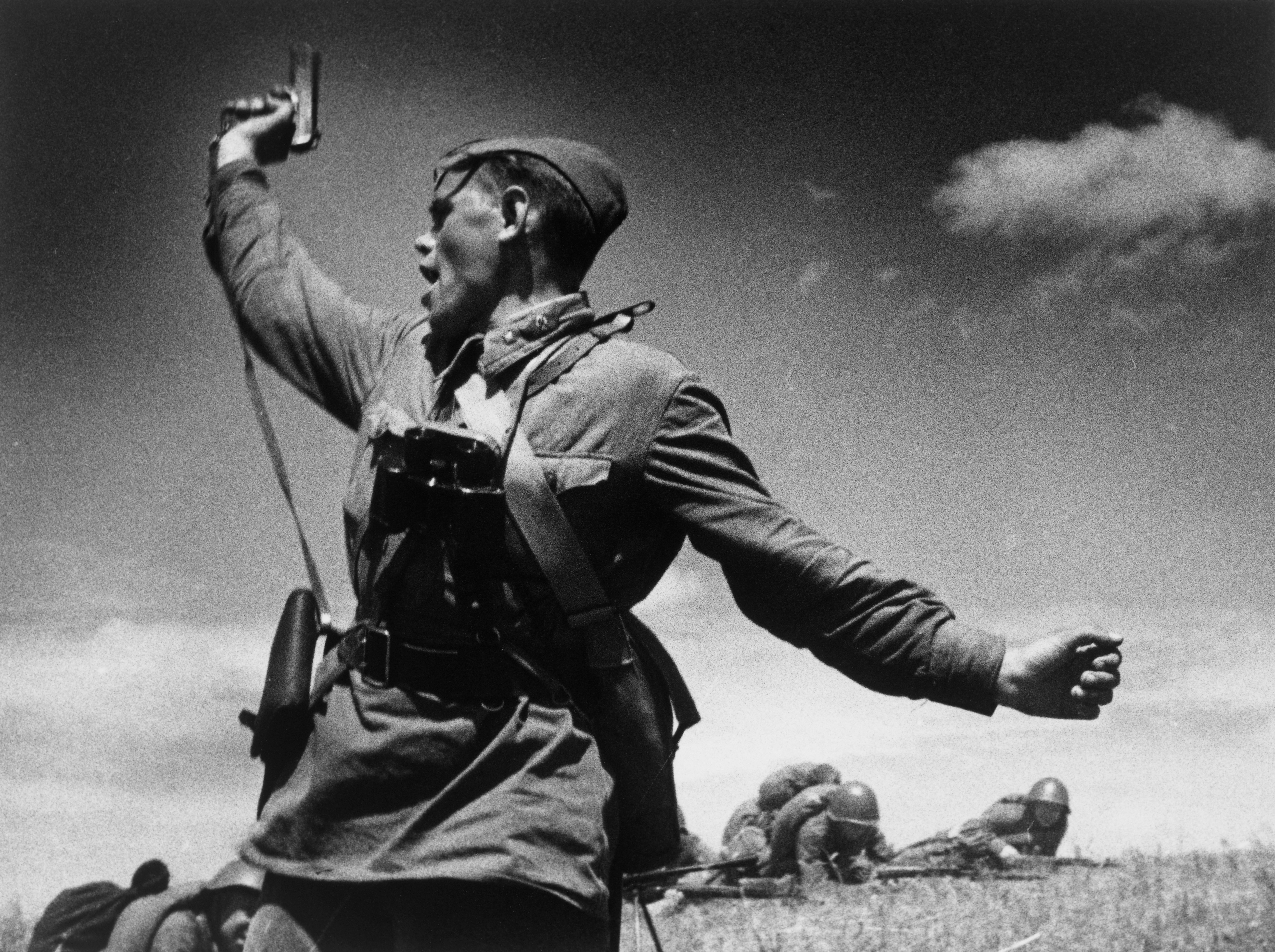
كومبات، صورة للمفوض السياسي السوفياتي لفوج المشاة 220 وهو يدعو الجنود إلى هجوم، الجبهة الشرقية، في أوكرانيا السوفيتية، 12 يوليو 1942

في الجيش، المفوض السياسي أو الضابط السياسي (بالروسية: политический руководитель)‏ هو ضابط مشرف مسؤول عن التثقيف السياسي (الأيديولوجية) وتنظيم الوحدة التي تم تكليفه بها، بهدف ضمان السيطرة السياسية على الجيش.
ظهرت الوظيفة لأول مرة كمفوض سياسي أو ممثل في مهمة في الجيش الثوري الفرنسي أثناء الثورة الفرنسية (1789-1799).  تم استخدام المفوضين السياسيين بكثافة داخل الألوية الدولية خلال الحرب الأهلية الإسبانية (1936-1939). كانت موجودة أيضًا، مع فترات انقطاع، في الجيش الأحمر السوفيتي من عام 1918 إلى عام 1942، وكذلك في القوات المسلحة لألمانيا النازية من عام 1943 إلى عام 1945 باسم ضباط القيادة الاشتراكية الوطنية (Nationalsozialistische Führungsoffiziere).
لا تزال الوظيفة قيد الاستخدام في جيش التحرير الشعبي الصيني وجيش جمهورية الصين التايوانية وأيضًا الجيش الشعبي الفيتنامي.

## الصين

### جمهورية الصين الشعبية
منصب المفوض السياسي (بالصينية: 政治委员 or 政委)، موجود أيضًا في جيش التحرير الشعبي الصيني. عادة، المفوض السياسي هو ضابط عسكري بالزي الرسمي وكادر الحزب الشيوعي الصيني، على الرغم من أن هذا المنصب قد تم استخدامه لمنح مسؤولي الحزب المدنيين بعض الخبرة مع الجيش. كان المفوض السياسي رئيس خلية حزبية داخل الجيش. ومع ذلك، فقد اقتصرت العضوية العسكرية في الحزب على الرتب الدنيا منذ الثمانينيات. اليوم المفوض السياسي مسؤول إلى حد كبير عن المهام الإدارية مثل العلاقات العامة والاستشارات، ويعمل بشكل أساسي باعتباره الرجل الثاني في القيادة. يقال إن القوات الصينية تقضي "20 إلى 30 في المائة من وقتها في دراسة الأيديولوجية الشيوعية".  

### جمهورية الصين

شعار مكتب الحرب السياسية لجمهورية الصين

كان منصب المفوض السياسي (بالصينية: 政 戰 官، الترجمة الحرفية "ضابط الحرب السياسية") موجودًا أيضًا في جيش جمهورية الصين (تايوان). تشيانغ تشينغ كو، الذي عُيِّن في منصب مدير الشرطة السرية للكومينتانغ (الحزب القومي الصيني) في عام 1950، وتلقى تعليمه في الاتحاد السوفيتي، وبدأ تنظيمًا عسكريًا على الطراز السوفيتي في القوات المسلحة لجمهورية الصين، حيث أعاد تنظيم فيلق الضباط السياسيين والمراقبة وتم نشر أنشطة حزب الكومينتانغ في جميع أنحاء الجيش. عارض سون لي جين ذلك، الذي تلقى تعليمه في معهد فيرجينيا العسكري الأمريكي. ثم اعتقل تشيانغ تشينغ كو سون لي جين، واتهمه بالتآمر مع وكالة المخابرات المركزية الأمريكية للإطاحة بشيانج كاي شيك والكومينتانغ. تم وضع سون تحت الإقامة الجبرية عام 1955.
اليوم، ينتمي المفوضون السياسيون إلى مكتب الحرب السياسية؛ وما زالوا مسؤولين عن التخطيط والإشراف على العمليات السياسية لجيش جمهورية الصين حيث يشاركون في الحرب النفسية، وإعداد الدعاية للاستهلاك الخارجي، إلى جانب تقديم المشورة والتدريب على الحرب النفسية ومعالجة الأخبار للجيش التايواني. 

## ألمانيا النازية
من ديسمبر 1943 حتى هزيمة ألمانيا النازية، أنشأت القوات المسلحة الألمانية شبكة من المدربين السياسيين للحفاظ على التلقين الاشتراكي القومي للفيرماخت.  تحت اسم ضباط القيادة الاشتراكية الوطنية (Nationalsozialistische Führungsoffiziere)، المختارين من الضباط النازيين المخلصين والموافق عليهم من قبل مارتن بورمان، رئيس مستشارية الحزب النازي، لغرس القناعة الأيديولوجية وتعزيز الروح المعنوية القتالية من خلال دروس التدريب والتعليم. على عكس المفوضين السياسيين السوفييت، توحد ضباط القيادة الاشتراكية القيادة العسكرية والتعليمات السياسية، حيث يعمل القادة على مستوى السرية أيضًا كقوات الأمن الوطني للوحدات الخاصة بهم. في نهاية عام 1944، تم تدريب أكثر من 1100 معلم بدوام كامل وحوالي 47000 معلم بدوام جزئي تحت الإشراف العام للجنرال هيرمان راينيك، قائد طاقم القيادة الاشتراكية الوطنية في القيادة العليا للفيرماخت.
رؤساء موظفي ضباط القيادة الاشتراكية الوطنية في فروع الخدمة هم:
- الجيش: الجنرال فرديناند شورنر (حتى 15 مايو 1944)، ثم الجنرال جورج ريتر فون هينجل
- البحرية: الفيزيدميرال فريديريش هافمير (حتى 21 يونيو 1944)، ثم الكونتيرادميرال إريك ألفريد بريونينج
- القوات الجوية: الجنرال برونو لويرزر
- قوات الأمن الخاصة : ارنست فيك

## الاتحاد السوفيتي والكتلة الشرقية

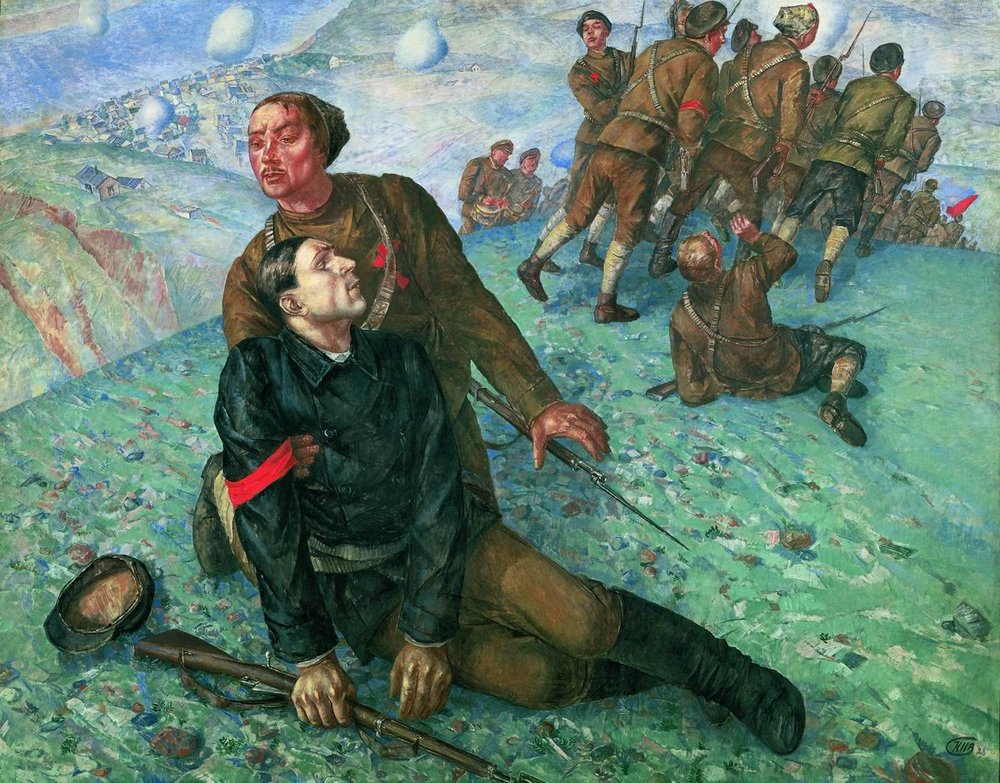
وفاة المفوض السياسي، 1928 لوحة دعائية بواسطة كوزما بتروف فودكين

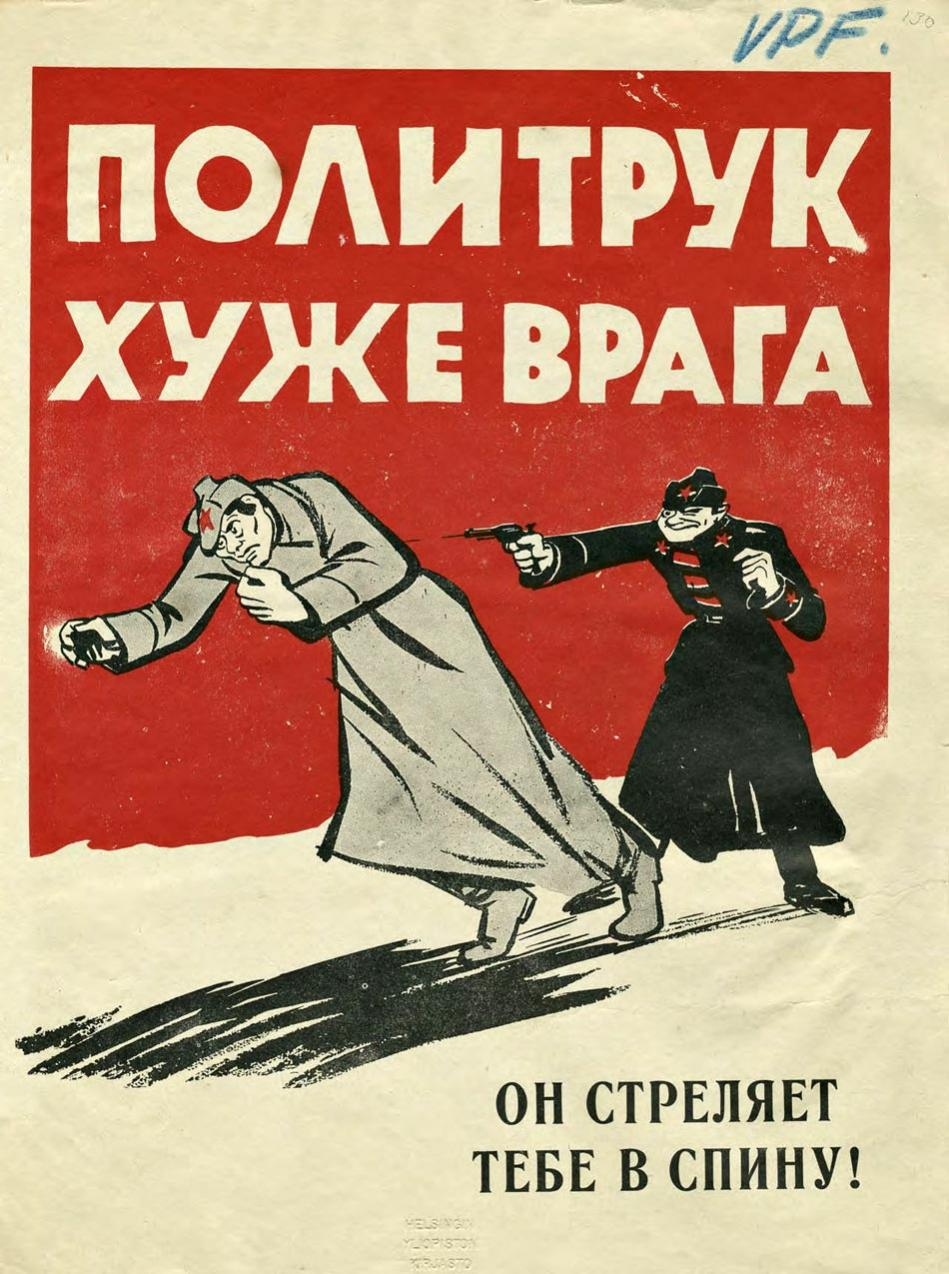
ملصق دعائي فنلندي (1939-1940) موجه إلى جنود الجيش الأحمر: "المفوض السياسي: أسوأ من العدو. يطلق النار عليك من الخلف!"

تم إنشاء نوع مبكر من المفوض السياسي خلال ثورة فبراير 1917 حيث أصدر الاسبولكوم الأمر المثير للجدل رقم 1.  عندما وصل البلاشفة إلى السلطة من خلال ثورة أكتوبر في نوفمبر 1917، ومع بدء الحرب الأهلية الروسية من 1917-1922، أسس ليون تروتسكي تدريجياً الجيش الأحمر وأقام دور الضباط السياسيين. تم تكليفهم بالتأكد من أن الأحزاب الشيوعية يمكن أن تعتمد على ولاء القوات المسلحة. على الرغم من وجود فرق كبير بين ثورة فبراير وثورة أكتوبر، إلا أن قادتهم في كل حالة كانوا يخشون قيام ثورة مضادة، واعتبر كلاهما أن ضباط الجيش هم التهديد الأكثر احتمالا للثورة المضادة.  
يمكن للمفوضين اللاحقين في الكتلة الشرقية ممارسة أدوار أوسع في الهندسة الاجتماعية. 

### في الاتحاد السوفيتي

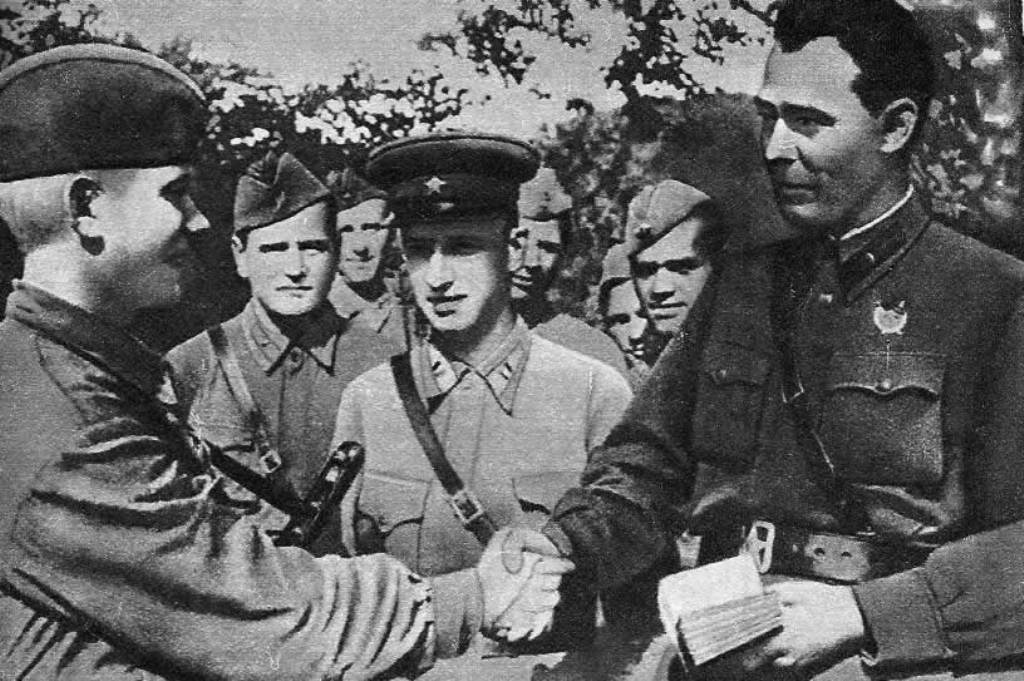
كومبريج ليونيد بريجنيف (يمين) يعطي بطاقة عضوية الحزب الشيوعي لجندي (1942)

غالبًا ما يرتبط مكتب المفوض السياسي مع الاتحاد السوفيتي (1922-1991). في بداية الحقبة السوفيتية في عام 1917، كانت للوحدات العسكرية الثورية أهدافًا سياسية مختلفة، وغالباً ما تكون متضاربة، وكان هناك العديد من الأحزاب والحركات السياسية الماركسية في ذلك الوقت التي دعمت، على الرغم من عقائدها المختلفة، استيلاء البلاشفة على السلطة عام 1917. كان لكل مجموعة أعضاء حزبيون ومتعاطفون من الجيش، وحاولوا استغلال ذلك لصالح أهدافهم. كان الاشتراكيون الثوريون اليساريون والفوضويون منافسين شرسين، وأقل شعبية بين الرتب الدنيا من البلاشفة، وكانوا يتنافسون معهم في كثير من الأحيان. اعتبر البلاشفة هذا الأمر مسألة حياة أو موت خلال الحرب الأهلية المستمرة من 1917-1922 ضد الحركة البيضاء. لتعزيز سيطرتهم على الجيش بأكمله، قدموا منصب المفوض. سبب آخر هو التعيين المتكرر للضباط القيصريين السابقين في مناصب قيادية في الجيش الأحمر. كان البلاشفة قلقين من تأثير الضباط الذين لديهم تعاطف محتمل مع الجيش الأبيض - ساعد المفوضون في ضمان بقاء الجنود موالين للبلاشفة. بعد أن أصبح الاشتراكيون الثوريون اليساريون تحت السيطرة البلشفية (بحلول عام 1921)، انفصلت القوات الموالية لهم عن الجيش الأحمر وغالبًا ما انضمت إلى الجيوش الخضراء، وسرعان ما اندلعت حرب العصابات في الريف مع الحرب الأهلية. كان للمفوضين مهمة منع القوات، سواء من الضباط أو الجنود الآخرين، من الميل نحو القوات الأخرى. كانت هناك العديد من الأمثلة على التحدي والعصيان الصريح، حيث قتل الجنود أو نفوا مفوضيهم، ثم تحولوا إلى حزب الخضر. بعد أن قضى البلاشفة على جميع الجيوش المتنافسة، أصبحوا الحزب السياسي الرسمي الوحيد في روسيا السوفيتية.
في الجيش الأحمر (1918-1946) والجيش السوفيتي (1946-1991)، وجد المفوض السياسي (بالروسية: комиссар)‏، بالاسم، فقط خلال فترات 1918-1924، 1937-1940، 1941-1942. لم يكن كل ضابط سياسي في الجيش الأحمر مفوضًا. كان المفوض السياسي برتبة عسكرية تساوي قائد الوحدة التي كان ملحقة بها. علاوة على ذلك، كان للمفوض أيضًا السلطة العسكرية لإبطال أوامر قائد الوحدة في أي وقت. خلال الفترات الأخرى من تاريخ الجيش الأحمر، كان الضباط السياسيون تابعين عسكريًا لقادة الوحدات، ولم يكن منصب المفوض السياسي موجودًا.
تم تنفيذ الإشراف السياسي للجيش الروسي من قبل المفوض السياسي، الذي كان حاضرًا في كل وحدة وتشكيل، من مستوى السرية إلى مستوى الفرقة، بما في ذلك في البحرية. تم إنشاء المجالس العسكرية الثورية على مستوى الجيش - والجبهة - والأسطول - وعلى مستوى الأسيطيل ، وتتألف من ثلاثة أعضاء على الأقل - القائد واثنين من العاملين السياسيين. تم تسمية العمال السياسيين بـ "أعضاء المجلس العسكري الثوري" وليس "المفوضين"، على الرغم من مناصبهم كمفوضين سياسيين رسميين.
في 10 مايو 1937، أعيد دور المفوض السياسي في الجيش الأحمر، وأنشئت المجالس العسكرية. هذه مستمدة من التطهير السياسي في القوات المسلحة السوفيتية. مرة أخرى، في أغسطس 1940، تم إلغاء مكتب المفوضين السياسيين، ومع ذلك استمرت المجالس العسكرية طوال الحرب الألمانية السوفيتية (1941-1945) وما بعدها. تحت مستوى الجيش، تمت استعادة نظام القيادة الواحدة. في يوليو 1941، عقب هزائم الجيش الأحمر في بداية الحرب، عاد منصب المفوض السياسي إلى الظهور. كان للمفوضين دور مؤثر "كقادة ثانيين" داخل الوحدات العسكرية خلال هذا الوقت. كانت رتبهم وشاراتهم موازية بشكل عام لرتبة الضباط.  ولأن هذا ثبت عدم فعاليته، طلب الجنرال كونيف من ستالين إخضاع الضابط السياسي للضباط القياديين: أعيد تركيز عمل المفوضين على الوظائف المرتبطة بالروح المعنوية. ألغي مصطلح "المفوض" في أغسطس 1942، وعلى مستوى السرية والفوج، تم استبداله بنائب للشؤون السياسية (zampolit). على الرغم من أنه لم يعد معروفًا باللقب الأصلي "المفوض"، فقد تم الاحتفاظ بالضباط السياسيين من قبل جميع القوات المسلحة السوفيتية، على سبيل المثال، الجيش والبحرية والقوات الجوية وقوات الصواريخ الاستراتيجية، حتى حل الاتحاد السوفيتي في عام 1991.

### جيوش الكتلة الشرقية
بعد الحرب العالمية الثانية، استخدمت جيوش الكتلة الشرقية الأخرى أيضًا ضباطًا سياسيين على غرار النموذج السوفيتي. على سبيل المثال، استخدم جيش ألمانيا الشرقية المفوض السياسي (Politoffiziere) كنائب قائد الوحدة المسؤول عن التثقيف السياسي. أثناء الحرب الكورية، عُرف مفوضو الجيش الشعبي الكوري باسم "الأقسام الثقافية" أو "الأقسام السياسية". 

### اقتباسات
1. ↑  R. Dupuy, Nouvelle histoire de la France contemporaine: La République jacobine (2005) p.156
2. ↑  "China is a Paper Dragon". ذا أتلانتيك. 3 مايو 2021. مؤرشف من الأصل في 2023-06-03.
3. ↑  "政治作戰局簡介". مؤرشف من الأصل في 2010-10-11. اطلع عليه بتاريخ 2010-09-11.
4. ↑  Müller 2016.
5. ↑  Richard Pipes, The Russian Revolution, Swedish (ردمك 91-27-09935-0), pp 106-108
6. ↑  Richard Pipes, The Russian Revolution, Swedish (ردمك 91-27-09935-0), p.120.
7. ↑  Isaac Deutscher, Stalin, 2nd edition, 1961, Swedish (ردمك 91-550-2469-6), pp.168-169.
8. ↑  
For example:
Podgórecki، Adam (1996). "Sociotechnics: Basic Problems and Issues". في Podgórecki، Adam؛ Alexander، Jon؛ Shields، Rob (المحررون). Social Engineering. McGill-Queen's Press - MQUP. ص. 31. ISBN:9780886292706. مؤرشف من الأصل في 2022-04-29. اطلع عليه بتاريخ 2021-11-20. Each institution (including universities) [in Poland in 1981] received a military 'commissar' who supervised both the administrative work and the political atmosphere.
9. ↑  Commissar Ranks? نسخة محفوظة 2021-03-08 على موقع واي باك مشين.
10. ↑  Appleman، Roy E. (1998). South to the Naktong, North to the Yalu: United States Army in the Korean War. Department of the Army. ص. 350. ISBN:978-0-16-001918-0. مؤرشف من الأصل في 2014-02-07. اطلع عليه بتاريخ 2022-08-17.

## روابط خارجية
- الحزب الشيوعي والجيش الأحمر - المفوض العسكري ليون تروتسكي